# Judith Krahl
Judith Krahl (23 juli 2001) is een wielrenster en veldrijdster uit Sonnewalde, Brandenburg, Duitsland.

## Biografie
Krahl werd tussen 2020 en 2022 drie keer op rij Duits kampioene veldrijden bij de beloften. in 2023 Duits nationaal kampioene veldrijden bij de elite rijders. Vanaf 1 maart 2023 rijdt Krahl twee jaar voor de Belgische ploeg Proximus-Alphamotorhomes-Doltcini. Haar doel is om ervaring op de doen in grote koersen op zowel de weg als in het veld. Daarvoor zal ze naar Vlaanderen verhuizen, om niet meer een hele dag heen en weer terug te hoeven reizen naar de meeste veldritten.

## Palmares

### Veldrijden

#### Resultatentabel elite
| Seizoen   | WK | EK | DK     | Klassementen | Klassementen | Klassementen | Klassementen | UCI- ranking | Podia | Podia  | Podia | Aantal crossen |
| Seizoen   | WK | EK | DK     | WB           | SP           | Trofee       | TOI          | UCI- ranking | Goud  | Zilver | Brons | Aantal crossen |
| --------- | -- | -- | ------ | ------------ | ------------ | ------------ | ------------ | ------------ | ----- | ------ | ----- | -------------- |
| 2018-2019 | –  | –  | –      | –            | –            | –            | 37e          | 263e         | –     | –      | –     | 3              |
| 2019-2020 | –  | –  | –      | –            | –            | –            | 39e          | 133e         | –     | –      | –     | 5              |
| 2020-2021 | –  | –  | –      | –            | –            | –            | –            | 181e         | –     | –      | –     | 0              |
| 2021-2022 | –  | –  | –      | –            | –            | 107e         | 14e          | 78e          | 2     | -      | –     | 9              |
| 2022-2023 | –  | –  | ↑      | 41e          | –            | –            | 20e          | 48e          | 1     | 1      | 1     | 12             |
| 2023-2024 | –  | –  | ↑      | 34e          | 22e          | 26e          | –            | -            | 2     | 2      | -     | 4              |
| 2024-2025 |    |    | Zilver |              |              |              |              |              |       | 1      | 1     | 2              |
| Totaal    | –  | –  | 1      | –            | –            | –            | –            |              | 5     | 4      | 2     | 34             |

#### Podiumplaatsen elite
| Nr.           | Seizoen       | Datum             | Veldrit                                                            | Cat.          | Wedstrijdserie                      |               |
| Overwinningen | Overwinningen | Overwinningen     | Overwinningen                                                      | Overwinningen | Overwinningen                       | Overwinningen |
| ------------- | ------------- | ----------------- | ------------------------------------------------------------------ | ------------- | ----------------------------------- | ------------- |
| 1.            | 2021-2022     | 11 september 2021 | 4 Bikes Festival Cyclocross Race, Lützelbach                       | C2            | Overige (#1)                        |               |
| 2.            | 2021-2022     | 11 december 2021  | Cyclocross Jičín, Jičín                                            | C2            | TOI TOI Cup                         |               |
| 3.            | 2022-2023     | 14 januari 2023   | Duits kampioenschap, München                                       | CN            | Duits kampioenschap veldrijden      |               |
| 4.            | 2023-2024     | 7 oktober 2023    | International Cyclo-Cross Bad Salzdetfurth Dag 1, Bad Salzdetfurth | C2            | Overige (#2)                        | [ 2 ]         |
| 5.            | 2023-2024     | 8 oktober 2023    | International Cyclo-Cross Bad Salzdetfurth Dag 2, Bad Salzdetfurth | C2            | Overige (#3)                        | [ 3 ]         |
| 2e plaatsen   |               |                   |                                                                    |               |                                     |               |
| 1.            | 2022-2023     | 17 november 2022  | Cyclocross Slaný, Slaný                                            | C2            | TOI TOI Cup                         |               |
| 2.            | 2023-2024     | 14 oktober 2023   | Querfeldrhein - Gravel Und Cross-Festival, Düsseldorf              | C2            | Overige (#1)                        | [ 4 ]         |
| 3.            | 2023-2024     | 14 januari 2024   | Duits kampioenschap veldrijden, Radevormwald                       | CN            | Duits kampioenschap veldrijden (#1) | [ 5 ]         |
| 4.            | 2024-2025     | 12 januari 2025   | Duits kampioenschap veldrijden, Chemnitz                           |               | Duits kampioenschap veldrijden (#2) | [ 6 ]         |
| 3e plaatsen   |               |                   |                                                                    |               |                                     |               |
| 1.            | 2022-2023     | 28 september 2022 | Cyclocross Holé Vrchy, Holé Vrchy                                  | C2            | TOI TOI Cup (#1)                    |               |
| 2.            | 2024-2025     | 26 oktober 2024   | HSF System Cup Kolin, Kolín (#2)                                   | C2            | HSF System Cup (#2)                 | [ 7 ]         |